# Walrus-affaire

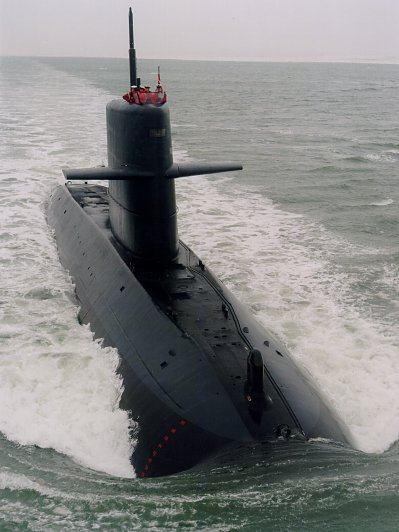
Hr. Ms. Walrus op zee (1992)

De Walrus-affaire in Nederland is ontstaan door kostenoverschrijdingen van ruim 65 procent tijdens de bouw van een tweetal onderzeeboten van de Walrusklasse, maar ging vooral over de wijze waarop daarover intern het ministerie van Defensie werd gecommuniceerd.
De contracten voor de aanschaf van een tweetal onderzeeboten waren in 1978 en 1979 getekend onder verantwoordelijkheid van Dr. W.F. (Wim) van Eekelen als staatssecretaris defensiematerieel en minister Scholten. De kiellegging van de eerste onderzeeboot Hr. Ms. Walrus vond plaats op 11 oktober 1979 bij de Rotterdamse Droogdok Maatschappij (RDM). Ten gevolge van een op 14 augustus 1986 aan boord uitgebroken brand werd de bouw ernstig vertraagd. Het zusterschip Zeeleeuw, dat bij de RDM vanaf september 1981 in aanbouw was, werd daardoor als eerste boot van de Walrus-klasse in dienst gesteld.
In 1984 werd bekend dat de bouw van de Walrus gepaard was gegaan met grote kostenstijgingen waardoor het project veel duurder was uitgevallen dan begroot en waarover de politieke leiding van het departement onvoldoende was geïnformeerd. Toenmalig staatssecretaris J. van Houwelingen maakte de kostenoverschrijdingen in september 1984 bekend. In november 1984 besloot de minister van Defensie om de door hem verantwoordelijk geachte marineleiding vervroegd te vervangen. Zij werd in het voorjaar van 1985 afgelost.
Door de Algemene Rekenkamer werd een onderzoek uitgevoerd naar de besluitvorming en uitvoering van het Walrusproject. In het rapport (TK 19221, Den Haag 1985) wordt geconcludeerd, dat in de Defensie-organisatie een breuklijn is te zien tussen de marine-organisatie en de centrale organisatie, met name waar het gaat om doorgeven van informatie en het communiceren over beleidsbeslissingen die de politieke verantwoordelijkheid rechtstreeks raken. Om die reden is het naar mening van de Rekenkamer gewenst dat:
- de politieke leiding een betere greep krijgt op de beleidsvoorbereiding binnen het hoogste bestuursorgaan van de marine: de Admiraliteitsraad;
- vanuit de politieke verantwoordelijkheid aanwijzingen en richtlijnen worden verscherpt over toe te wijzen verantwoordelijkheden en bevoegdheden voor organen van de centrale organisatie enerzijds en de marine-organisatie anderzijds.

Door het organisatieadviesbureau McKinsey & Company werden de procedures rond de verwerving van materieel door het ministerie van Defensie kritisch bezien en werden aanbevelingen gedaan om in de toekomst situaties als met de Walrus te voorkomen. Het Defensie Materieelkeuze Proces (DMP) was het gevolg. Hiermee kreeg de politiek meer greep op het aanschaffingsbeleid van de krijgsmacht.
In november 1986 oordeelde de Kamer dat er geen specifieke verantwoordelijkheid was voor één bewindspersoon.